# Federico Mancuello
Federico Andrés Mancuello, né le 26 mars 1989 à Reconquista, dans la Santa Fe, est un footballeur argentin. Il évolue au poste de milieu de terrain avec le CA Independiente.

## Biographie
En juin 2011, Federico rejoint le Club Atlético Belgrano. Il joue 22 matchs avec cette équipe,.
À l'issue du tournoi de clôture du championnat d'Argentine 2012, il retourne au Club Atlético Independiente. Il marque lors du match retour des huitièmes de finale de la Copa Sudamericana 2012, avec une victoire 2-1 à l'Estadio Centenario contre le Liverpool Fútbol Club. Mancuello marque le but après une très bonne passe de son coéquipier Fernando Godoy.

## Palmarès
| Independiente - Copa Sudamericana (1) : - Vainqueur : 2020. |  | Flamengo - Championnat de Rio de Janeiro (1) : - Champion : 2017. |  | Cruzeiro - Coupe du Brésil (1) : - Vainqueur : 2018. - Championnat du Minas Gerais (1) : - Champion : 2018. |